# جورج رشاد
جورج رشاد هو إعلامي مصري أشتهر لتقديمه النشرات الإخبارية في التلفزيون المصري ومشاركته في فقرات برنامج صباح الخير يا مصر.

## بدايته
تخرج من كلية الإعلام جامعة القاهرة قسم إذاعة وتليفزيون دفعة 1994، وفى نفس العام ألتحق للعمل في قناة النيل الدولية وبعد شهور من تعيينه، جمع بين عمله كمخرج ومراسل باللغة الفرنسية بالقناة.

## الجدل
في أكتوبر 2016 تم وقفه عن تقديم حلقتين من برنامج صباح الخير يا مصر بسبب خروجه عن النص حيث قام بتوجيه التحية لحسني مبارك بمناسبة احتفلات حرب أكتوبر.